# Французький поцілунок (фільм)
«Французький поцілунок» (англ. French Kiss) — американська романтична комедія 1995 року, знята режисером Лоуренсом Кезданом, з Мег Раян і Кевіном Клайном у головних ролях.

## Сюжет
Кейт — вчителька історії зі США, яка проживає в Канаді і мріє отримати канадське громадянство. Її наречений Чарлі відлітає у відрядження до Парижа, а Кейт залишається вдома, оскільки їй не можна залишати країну перед співбесідою. Насправді причина в тому, що Кейт панічно боїться літати на літаках. Під час чергового дзвінка Чарлі зізнається, що зустрів іншу жінку, і Кейт летить до Франції в надії повернути коханого.
У літаку сусідом Кейт виявляється француз на ім'я Люк, дрібний злодій і аферист. Він везе з Америки виноградний саджанець і крадене діамантове кольє, продавши яке він сподівається викупити землю для виноградника. Розуміючи, що Кейт не викличе підозр на митниці, Люк підсовує виноград до неї в сумку, попередньо напоївши її краденим тут же спиртним. Кейт проходить огляд без проблем, тоді як Люка затримують. Тут його помічає поліцейський і старий приятель Люка Жан Поль, і Люк втрачає Кейт з поля зору.
Кейт тим часом приїжджає в готель Георг V, у якому зупинився Чарлі. Не домігшись від консьєржа інформації, вона сідає чекати Чарлі у фойє. У готель заходить злодій-кишеньковий злодій Боб. Він помічає Кейт і підсаджується до неї. Кейт намагається відв'язатися від нього, але тут у ліфті з'являються Чарлі з його новою подругою Жульєт і Кейт, побачивши їх, непритомніє. Боб підбирає її сумку і змивається.
У цей час до готелю прибігає Люк. Він застає Кейт на підлозі без свідомості. Прокинувшись, вона виявляє пропажу сумки. З її слів Люк розуміє, що сумку вкрав Боб, і везе Кейт до нього, вкравши чужу машину. Дорогою він просить Кейт розповісти про Чарлі. Кейт не сумнівається, що Чарлі повернеться до неї, щойно побачить її. Люк висловлює сумнів, а Кейт зі свого боку цікавиться його особистим життям. У Люка теж непрості часи: він страждає на імпотенцію.
Вони приїжджають до Боба. Він уже продав і роздав усе, що було в рюкзаку, крім виноградного саджанця. Кейт засмучена і ображена, що Люк її використав. Вони сваряться і розходяться. Кейт блукає одна Парижем без грошей і документів, провівши ніч під будівлею посольства США. На ранок їй відмовляються видати новий паспорт, адже вона подавала документи на канадське громадянство. Кейт йде в посольство Канади, сподіваючись оформити візу. Однак у її справі виявляється свідоцтво про притягнення до кримінальної відповідальності за зберігання наркотиків (у коледжі Кейт пробувала марихуану), і у візі їй теж відмовляють. Кейт знову блукає вулицями. В одному з ресторанів вона помічає Чарлі і Жульєт, при цьому у Жульєт на пальці обручка для заручин. Вона телефонує родичам Чарлі. Ті розповідають їй, що закохані збираються їхати в Канни, щоб познайомитися з її батьками. Кейт вирушає на вокзал.
Тим часом Люк, оглядаючи саджанець, помічає, що кольє зникло. Він знову їде до Боба, і той каже, що кольє все ще в сумці у Кейт. Люк знову вирушає на пошуки Кейт. Він поспішає в готель, в якому його мало не ловлять поліцейські на чолі з Жан Полем за наводкою Боба. Дізнавшись, що Кейт поїхала на вокзал, Люк вирушає туди ж.
На вокзалі Люк наздоганяє Кейт, але тут же помічає Жан Поля зі спільниками, які влаштували на нього облаву. Починається бійка, під час якої Люк все ж встигає вскочити на поїзд, що йде. Кейт усе ще ображена на Люка, і той, щоб загладити провину, пропонує їй допомогу в поверненні Чарлі. Та неохоче погоджується. На півдорозі їм доводиться зійти з поїзда, оскільки у Кейт, яка страждає на непереносимість лактози, починається діарея. Вони виходять на станції поблизу від рідних місць Люка. В очікуванні наступного поїзда вони вирушають на прогулянку. Несподівано на Люка нападає чоловік у смокінгу, який виявляється рідним братом Люка, Антуаном. Люк розповідає Кейт свою історію. Усіма сімейними виноградниками тепер володіє Антуан, оскільки свою частку Люк програв йому в покер. Люк збирається викупити землю і посадити на ній виноград, схрестивши американський саджанець з місцевими рослинами для отримання нового сорту. Люк знайомить Кейт з іншими родичами і показує коробку з пряними травами, яку він зібрав сам.
Під час посадки на наступний поїзд Кейт показує Люку кольє, яке вона вже одягла на шию. Люк розуміє, що все обертається складніше, ніж він планував. Вони прибувають у Канни. Люк дає Кейт усілякі поради щодо спокушання Чарлі. Поки Люк розплачується на ресепшені краденою кредиткою, Кейт помічає в їдальні Чарлі, Жульєт та її батьків. Вона підкрадається ближче, щоб послухати, але випадково натикається на тацю з їжею, яку залишили офіціанти. Забруднена і принижена, Кейт намагається втекти, в цей час Чарлі мигцем її помічає, що призводить його до крайнього занепокоєння. Наступного дня Кейт застає їх на пляжі, сідає з ними поруч і знайомить з Люком. Чарлі бачить, що Кейт змінилася, і вона знову починає йому подобатися. Увечері за вечерею, поки Кейт обговорює з ним деталі розлучення, він запрошує її на танець. Кейт же раптом розуміє, що Чарлі їй більше нецікавий.
Тим часом Люк підсаджується до Жульєт, яка нудьгує на самоті. Вона скаржиться Люку на Чарлі, після чого вони усамітнюються в номері, але раптово Люк розуміє, що хоче Кейт. Наступного дня Кейт і Люк йдуть у Картьє, щоб продати кольє. Кейт пропонує зробити це наодинці, а насправді зустрічається з Жан Полем, який не хоче заарештовувати Люка і просить Кейт переконати його повернути кольє. Натомість Кейт просить Жан Поля переказати гроші зі свого рахунку в Торонто, які вона відкладала з 21 року. Люк розчарований, бо розраховував на більшу суму, але все одно дякує Кейт.
Кейт повинна повертатися в Канаду. Жан Поль радить Люку зупинити її. Той наздоганяє її, коли вона вже сидить у літаку, і вони зізнаються одне одному в почуттях. Кейт залишається у Франції, Люк викуповує землю і вони разом вирощують виноград.

## У ролях
- Мег Раян — Кейт
- Кевін Клайн — Люк Тейсьє
- Тімоті Гаттон — Чарлі Літтон
- Жан Рено — інспектор Жан-Поль Кардон
- Франсуа Клюзе — Боб
- Сьюзен Анбе — Джульєтт
- Марі-Крістін Адам — мати Джульєтт
- Жан-Поль Жопар — батько Джульєтт
- Рене Гамфрі — Ліллі
- Майкл Райлі — М. Кемпбелл
- Лоран Шпільфогель — консьєрж
- Віктор Гаррів'є — Октав
- Елізабет Коммелен — Клер
- Жюлі Лейбовіч — Олівія
- Мішель Браун — сержант Паттон
- Клаудіо Тодескіні — Антуан Тейсьє
- Джеррі Гарте — Герб
- Томасін Гайнер — мама
- Барбара Шульц — надута дівчинка
- Клеман Сібоні — надутий хлопчик
- Адам Брукс — ідеальний пасажир
- Патріс Жюфф — французький митник
- Жан Корсо — портьє готелю «Жорж V»
- Франсуа-Ксав'є Тільман — офіціант готелю
- Вільямс Діольс — офіціант на пляжі
- Майк Джонс — Люсьєн
- Жислен Жюйо — дружина Кардона
- Ален Фруа — старий чоловік

## Знімальна група
- Режисер — Лоуренс Кездан
- Сценарій — Адам Брукс
- Оператор — Оуен Ройзман
- Композитор — Джеймс Ньютон Говард
- Художники — Жерар Віар, Джон Гатмен
- Продюсери — Тім Беван, Лайза Чезін, Ерік Філлнер, Кетрін Еф Галан, Чарльз Окун, Мег Раян
- Монтаж — Джо Гатшинг